# BI Близнецов
BI Близнецов (лат. BI Geminorum) — одиночная переменная звезда в созвездии Близнецов на расстоянии (вычисленном из значения параллакса) приблизительно 3 857 световых лет (около 1 182 парсек) от Солнца. Видимая звёздная величина звезды — от +13,7m до +12,4m.

## Характеристики
BI Близнецов — красная пульсирующая медленная неправильная переменная звезда (LB) спектрального класса M6, или M6,5. Эффективная температура — около 3284 К.